# Conca germànica

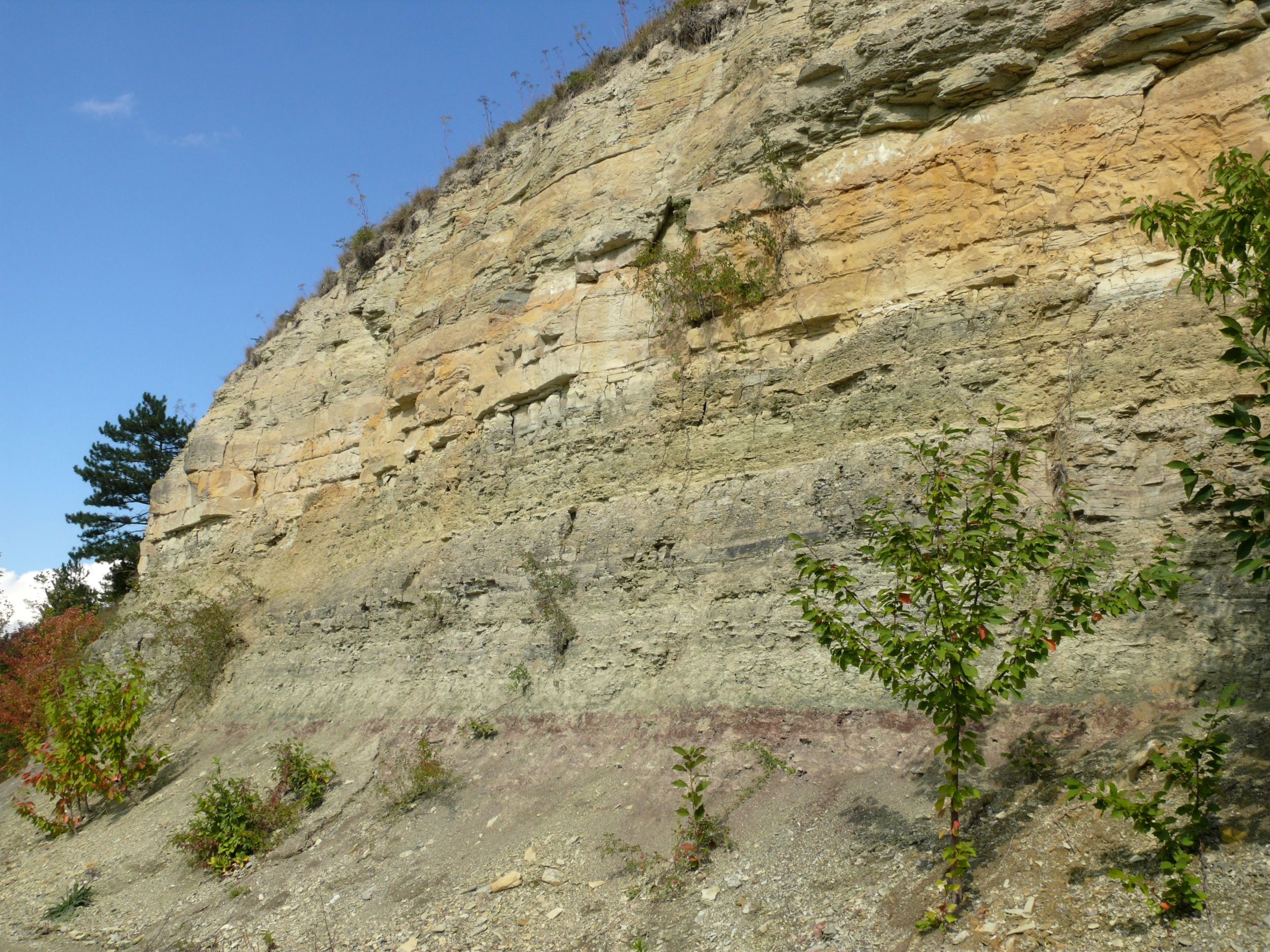
Contacte entre les fàcies Buntsandstein i Muschelkalk en la conca germànica

La conca germànica era una conca sedimentària que es formà durant el Permià i que s'estenia per gran part d'Europa. En l'estudi d'aquesta conca Friedrich August von Alberti definí el triàsic l'any 1834 a partir de la presència de tres fàcies: Buntsandstein, Muschelkalk i Keuper.
Les condicions climàtiques n'eren àrides en estar situada a una latitud de 20° i 30°. Se situava a la zona central del supercontinent Pangea al nord-oest de l'oceà Tetis.